# Villa Hildebrand
Villa Hildebrand is een villa in Blaricum uit 1933, ontworpen door Gerrit Rietveld voor de kinderboekenschrijver A.D. Hildebrand. Het pand is sinds 2000 eigendom van de vereniging Hendrick de Keyser.
Het pand werd slechts kort bewoond door de heer Hildebrand, na enkele jaren wisselde het van eigenaar. In het begin van de Tweede Wereldoorlog verhuurde deze nieuwe eigenaar het huis aan de familie Sinaasappel, die er decennia bleef wonen. In 2002 is het pand gerestaureerd, waarbij het huis onder andere zijn oorspronkelijke kleuren terugkreeg.